# 유럽특허분류
유럽특허분류(European Classification, ECLA)는 유럽특허청(EPO)에서 사용하는 독자적인 분류로 국제특허분류(IPC)와 함께 사용하고있다. ECLA는 IPC를 좀 더 세분화 한 것으로 일본의 FI와 비슷한 개념이지만 유럽 특허뿐만 아니라 미국이나 일본, 한국 등의 특허문헌에도 부여하고 있어 자국의 특허문헌만 부여하는 일본의 FI, F-Term이나 미국의 UPC와는 다르다. ECLA는 유럽특허청에서 검색 및 조회가 가능하다.

## ECLA의 특징
IPC부여 여부나 이미 부여된 IPC에 상관없이 해당분야 유럽특허청 담당 심사관이 ECLA를 부여하므로, IPC보다 정확한 특허분류를 제공함으로써 조사자에게 유용하게 사용된다. 또한 심사관이 새 분류개소를 만들거나 혹은 현 특허문서에 기분류된 분류와 다른 분류개소로 재분류할 수 있기 때문에 오래된 특허문서라도 현재 기술수준에 맞추어 분류가 부여된다. 따라서 오래된 특허문서도 현재 특허분류를 사용하여 검색할 수 있다.

## IPC와 ECLA의 차이점
전 세계적으로 사용하고 있는 IPC와는 다르게 ECLA는 해당 분야의 조사를 담당하고 있는 유럽특허청 심사관들에 의해 분류가 부여됨으로 분류가 비교적 정확하고 체계적이다. 또한 ECLA는 지속적으로 개정되며, 분류의 일부가 개정된다고 하더라도 그에 따라 기존의 특허에 부여되었던 분류도 재분류(reclassification)되어 현재 개정된 ECLA를 사용하여 이전 특허를 검색할 수 있다.
IPC가 1968년에 처음 시행되어 그 이전 특허문서에는 IPC가 기재되어 있지 않으나, ECLA는 1920년대부터 사용되기 시작하였으므로 1968년 이전의 특허문헌에도 ECLA가 기재되어 있다. 그러므로 오래된 특허문헌(1968년 이전)의 검색에도 유용하게 사용될 수 있다. 마지막으로 한번 확정된 IPC는 고정되어 새로운 개소가 도입되려면 기본레벨은 3년, 확장레벨은 3개월이 걸리지만, ECLA의 경우 심사관에 의해 수시로 개정되기 때문에 기술발전에 맞추어 특허분류가 부여된다.

## ECLA의 구조
ECLA는 IPC보다 세분화되어 있어서, IPC 완전기호와 동일하기도 하고, 경우에 따라서 IPC 완전기호에 EC서브그룹이 부가되기도 한다. EC서브그룹은 1자리 문자, 또는 1자리 문자에 숫자 또는 문자 등이 부가되어 구성된다. IPC보다 세분화되어 있어 특허조사에서 IPC보다 세부적인 검색이 가능하다.

## ECLA 활용
ECLA는 FI와 유사하게 IPC보다 세분화되어 있어, 유럽 특허를 검색하기 위해서 IPC를 사용하는 것보다 ECLA를 사용하는 것이 조사하려는 기술주제와 관련된 특허의 비중이 높은 검색 결과를 얻을 수 있다. 하지만 기술발전에 맞추어 심사관이 수시로 분류를 변경할 수 있으므로, 특허분류를 사용하기 전에 확인하는 작업을 먼저 해야한다.

## 같이 보기
- 선진특허분류
- 국제특허분류
- 일본독자분류
- 미국특허분류